# 246.ª Divisão de Infantaria (Alemanha)
A 246ª Divisão de Infantaria (em alemão:246. Infanterie-Division) foi uma unidade militar que serviu no Exército alemão durante a Segunda Guerra Mundial.

## Comandantes
| Comandante                      | Data                                           |
| ------------------------------- | ---------------------------------------------- |
| Generalleutnant Erich Denecke   | 1 de setembro de 1939 - 13 de dezembro de 1941 |
| Generalleutnant Maximilian Siry | 13 de dezembro de 1941 - 16 de maio de 1943    |
| Generalmajor Konrad von Alberti | 16 de maio de 1943 - 12 de setembro de 1943    |
| Generalmajor Heinz Fiebig       | 12 de setembro de 1943 - 5 de outubro de 1943  |
| Generalleutnant Wilhelm Falley  | 5 de outubro de 1943 - 20 de abril de 1944     |
| Generalmajor Claus Müller-Bülow | 20 de abril de 1944 - 27 de junho de 1944      |

## Oficiais de operações
| Hauptmann Wilhelm Knüppel              | 26 de agosto de 1939-20 de abril de 1940 |
| Major Peter Pantenius                  | 20 de abril de 1940-1 de agosto de 1940  |
| Desconhecido                           | agosto de 1940-fevereiro de 1941         |
| Oberstleutnant Friedrich Kuhn          | fevereiro de 1941-dezembro de 1941       |
| Oberstleutnant Max Freiherr von Schade | dezembro de 1941-janeiro de 1943         |
| Oberstleutnant Gerhard Rauch           | janeiro de 1943-junho de 1944            |

## Área de operações
| Alemanha                       | setembro de 1939 - maio de 1940  |
| França                         | maio de 1940 - junho de 1940     |
| Alemanha                       | junho de 1940 - agosto de 1941   |
| França                         | agosto de 1941 - janeiro de 1942 |
| Frente Oriental, setor central | janeiro de 1942 - junho de 1944  |